# 幻蔵
『幻蔵[GENZO]』（ゲンゾー）は、幻冬舎コミックスが提供していた日本の配信型漫画雑誌。毎月28日配信。2004年11月29日創刊号配信。2008年12月号をもって『Webスピカ』に吸収合併された。

## 連載作品
- オズヌ（梶原にき、原作：朝松健）2005年6月号 -
- 死神探偵と幽霊学園（斉藤岬）2005年12月号 -
- スペースパイレーツ ニャンコスター（小玉みづゑ）2006年8月号 -
- UNDER HEAVENS HOSPITAL（夢来鳥ねむ）2008年5月号 -

## 移籍作品
- 螺天―BIRTH―（山口譲司）2006年4月号 - 2008年12月号→Webスピカに移籍
- 姫武将政宗 ぼんたん!!（阿部川キネコ）2006年7月号 - 2008年12月号→Webスピカに移籍
- QUO VADIS―クオ・バディス―（佐伯かよの、原作：新谷かおる）2007年3月号 - 2008年12月号→Webスピカに移籍
- インセクツ（杉山敏）2007年4月号 - 2008年12月号→Webスピカに移籍
- かげふみさん（小路啓之）2007年5月号 - 2008年12月号→Webスピカに移籍
- まんまんちゃん、あん。（きづきあきら＋サトウナンキ）2007年9月号 - 2008年12月号→Webスピカに移籍
- やまだら（市東亮子）2007年12月号 - 2008年12月号→Webスピカに移籍
- デザート・ライオット（橋本チキン）2008年2月号 - 2008年11月号→月刊コミックバーズに移籍

## 連載終了作品
- 迷宮百年の睡魔（スズキユカ、原作：森博嗣）2004年12月号 - 2005年4月号
- 浮雲桃刃伝（幸崎えん）2004年12月号 - 2007年4月号
- 特務咆哮艦ユミハリ（富沢ひとし）2004年12月号 - 2007年8月号
- 武死道（ヒロモト森一、原作：朝松健）2004年12月号 - 2007年9月号
- 写楽（山田タヒチ）2005年2月号 - 2007年2月号掲載
- わがまま戦隊ブルームハート!（石田敦子）2005年8月号 - 2008年11月号
  - わがまま戦隊ブルームハート! - マンガ図書館Z（外部リンク）
- ルーンムーン〜水鏡華影〜（いまいずみあつし、原作：日暮茶坊、原案：アニプレックス）2005年11月号 - 2006年6月号
- ガゴゼ（アントンシク）2006年1月号 - 2008年11月号
- 流星たちに伝えてよ（大井昌和）2006年6月号 - 2006年12月号
  - 流星たちに伝えてよ - マンガ図書館Z（外部リンク）
- 女王蟻（大井昌和）2007年1月号 - 2008年9月号
  - 女王蟻 - マンガ図書館Z（外部リンク）